# Douglas Belchior
Douglas Belchior (Suzano, 24 de novembro de 1978), também conhecido como Negro Belchior, é um educador e liderança social brasileira filiado ao Partido dos Trabalhadores (PT).
Em sua trajetória política, atua principalmente em questões de direitos humanos e direitos sociais,  com ênfase no combate ao racismo e nos movimentos negros. É um dos fundadores do cursinho popular XI de Agosto, situado na Zona Leste da região metropolitana de São Paulo, que mais tarde veio a se articular e formar a rede de cursinhos do movimento social UNEafro Brasil , do qual Douglas é também um dos fundadores e um dos principais integrantes .

## Biografia
Nascido em 24 de novembro de 1978, Douglas Belchior viveu a sua infância em Itaim Paulista. Começou trabalhando aos oito anos vendendo sorvete, teve uma banca de doce, e depois foi guarda mirim de uma fábrica aos treze anos. Desde pequeno, acompanhou a sua mãe em atividades na Igreja Católica. Quando era jovem, participou em grupos da juventude e em movimentos estudantis. É formado em História pela Pontifícia Universidade Católica de São Paulo e mestre em Ciências sociais pela Universidade Federal do ABC.

## Atuação Política

### Início
Iniciou sua militância ainda adolescente, quando tinha entre 17 e 18 anos, juntando-se à luta política pelo campo da esquerda. Belchior pensa que existe uma mentalidade de racismo e discriminação contra negros e mulheres na sociedade brasileira. Sua trajetória é marcada por forte atuação denunciando e combatendo o racismo.Ele lembra da morte de Evaldo Rosa dos Santos (Caso Evaldo Rosa), quando Douglas Belchior acusou os militares e a polícia de cometer o "genocídio sistemático" de pessoas negras no Brasil.
Belchior é inspirado pelo movimento dos direitos civis dos EUA. Acha que os EUA e o Brasil têm a semelhança da história colonial e da escravidão, e ainda assim a lógica colonial é representada na sociedade hoje.

### UneAfro Brasil
Fundou a Uneafro Brasil entre 2008 e 2009, movimento que foca na educação dos jovens pobres e negros, mantendo uma rede de cursinhos comunitários nas periferias de São Paulo e Rio de Janeiro.  Para Belchior, a educação é uma ferramenta para melhorar as vidas dos povos.

### Disputas Eleitorais
Foi candidato em 2012 a vereador pelo município de Poá (SP) pelo Partido Socialismo e Liberdade, ocasião em que foi o candidato ao legislativo mais votado pelo PSOL na cidade, e não se elegeu pelo partido não ter conseguido atingir o coeficiente eleitoral e garantir uma vaga. Douglas Belchior se candidatou para deputado federal pela primeira vez em 2014. Em 2016, concorreu para vereador de São Paulo, e recebeu 11 mil votos.  Em 2018, foi candidato do Partido Socialismo e Liberdade (PSOL) à Câmara dos Deputados por São Paulo, recebendo 46.026 votos, sendo o quarto mais votado do partido por São Paulo, sendo o primeiro suplente do partido. . Douglas chegou a ser declarado eleito por diversos meios de comunicação, mas após a totalização dos votos o PSOL perdeu o direito a quarta cadeira no estado de São Paulo e Belchior acabou de fora. Nessa eleição, Belchior acusou o PSOL de racismo e de não dar o mesmo apoio financeiro aos candidatos negros. O PSOL negou as acusações, dizendo que é um partido que luta pelo antirracismo e que é preciso uma política "cada dia mais negra." 
Após o desentendimento, retornou ao Partido dos Trabalhadores (PT) filiando-se no partido ao que foi militante até sua ida para o PSOL no ano de 2005.

### Articulações Nacionais e Internacionais
Em 2020 Douglas Belchior foi uma das lideranças que articulou a criação da Coalizão Negra por Direitos, que reúne mais de 200 organizações do movimento negro de todo o Brasil e vários outros países. A Coalizão Negra por Direitos tem atuado fortemente em oposição ao governo Bolsonaro e suas políticas, denunciando e pressionando por mudanças, bem como propondo alternativas e realizando ações de enfrentamento à fome. 
Apresentou denúncia na Corte Interamericana de Direitos da OEA contra o pacote de Moro/Bolsonaro e a violência policial no Brasil. Douglas esteve na comitiva brasileira que foi recebida em Porto Príncipe, no Haiti. A comitiva contou também com Fernanda Garcia e a produtora cultural Glória Maria, familiares das vítimas do massacre de Paraisópolis, e Sheila Carvalho, advogada e militante da UNEafro Brasil.
Desde o começo da pandemia de covid-19, Douglas junto com outras lideranças da Coalizão Negra por Direitos,  pressionaram os governos por políticas públicas que combatessem a fome e a miséria, como o auxílio emergencial e e também por vacinas.  Diante da demora do governo e do agravamento da fome no Brasil ajudou a construir a campanha "Tem gente com fome" com o objetivo de arrecadar alimentos para 223 mil famílias em vulnerabilidade por todo país.  
Já em 2021, a Coalizão Negra por Direitos e o Instituto Marielle Franco pressionaram o Congresso Nacional contra a reforma eleitoral que dificultava a eleição de candidaturas negras . Douglas esteve na comitiva que participou de diversos atos e conversas em Brasília para lançar a campanha "Reforma Racista Não".
O super pedido de impeachment contra Bolsonaro, apresentado em junho de 2021, também contou com a articulação da Coalizão e atuação de Douglas que em sua fala ressaltou a natureza genocida do estado brasileiro contra os povos originários e o povo africano e seus descendentes, mas o primeiro pedido apresentado pelo movimento negro foi ainda em 2020. 

### COP26
Douglas participou da COP26 em Glasgow. Foi mediador do evento "Terra, territórios e o enfrentamento ao racismo nas lutas contra a crise climática: o Movimento Negro Brasileiro na COP 26" debatendo mudanças climáticas e direitos humanos, com ênfase no racismo climático ambiental. Também participou do evento "Governadores pelo clima" cobrando justiça climática e o cumprimento das ações firmadas. Foi um dos criadores do documento colaborativo "Clima e Desenvolvimento: Visões para o Brasil 2030".

## Desempenho eleitoral
| Ano  | Eleição                | Partido | Cargo            | Votos  | %     | Resultado  | Ref.   |
| ---- | ---------------------- | ------- | ---------------- | ------ | ----- | ---------- | ------ |
| 2012 | Municipal de Poá       | PSOL    | Vereador         | 186    | 0,27% | Não eleito | [ 40 ] |
| 2014 | Estaduais em São Paulo | PSOL    | Deputado Federal | 11.710 | 0,06% | Suplente   | [ 41 ] |
| 2016 | Municipal de São Paulo | PSOL    | Vereador         | 10.557 | 0,20% | Suplente   | [ 42 ] |
| 2018 | Estaduais em São Paulo | PSOL    | Deputado Federal | 46.026 | 0,22% | Suplente   | [ 43 ] |
| 2022 | Estaduais em São Paulo | PT      | Deputado Federal | 50.391 | 0,21% | Suplente   | [ 44 ] |

## Prêmios
- 2017 — Prêmio Almerinda Farias Gama, da Secretaria Municipal de Promoção da Igualdade Racial (SMPIR) da Prefeitura de São Paulo
- 2016 — Prêmio Zumbi dos Palmares, da Assembleia Legislativa do Estado de São Paulo (ALESP)[45]
- 2015 — Prêmio Benedicto Galvão, da Ordem dos Advogados do Brasil (OAB-SP)[46]
- 2015 — Prêmio Movimento Nacional dos Direitos Humanos
- 2014 — Prêmio Virada Sustentável, da Catraca Livre[47]